# Torreyochloa erecta
Torreyochloa erecta är en gräsart som först beskrevs av Albert Spear Hitchcock, och fick sitt nu gällande namn av Church. Torreyochloa erecta ingår i släktet Torreyochloa och familjen gräs. Inga underarter finns listade i Catalogue of Life.